# Exército de Flandres

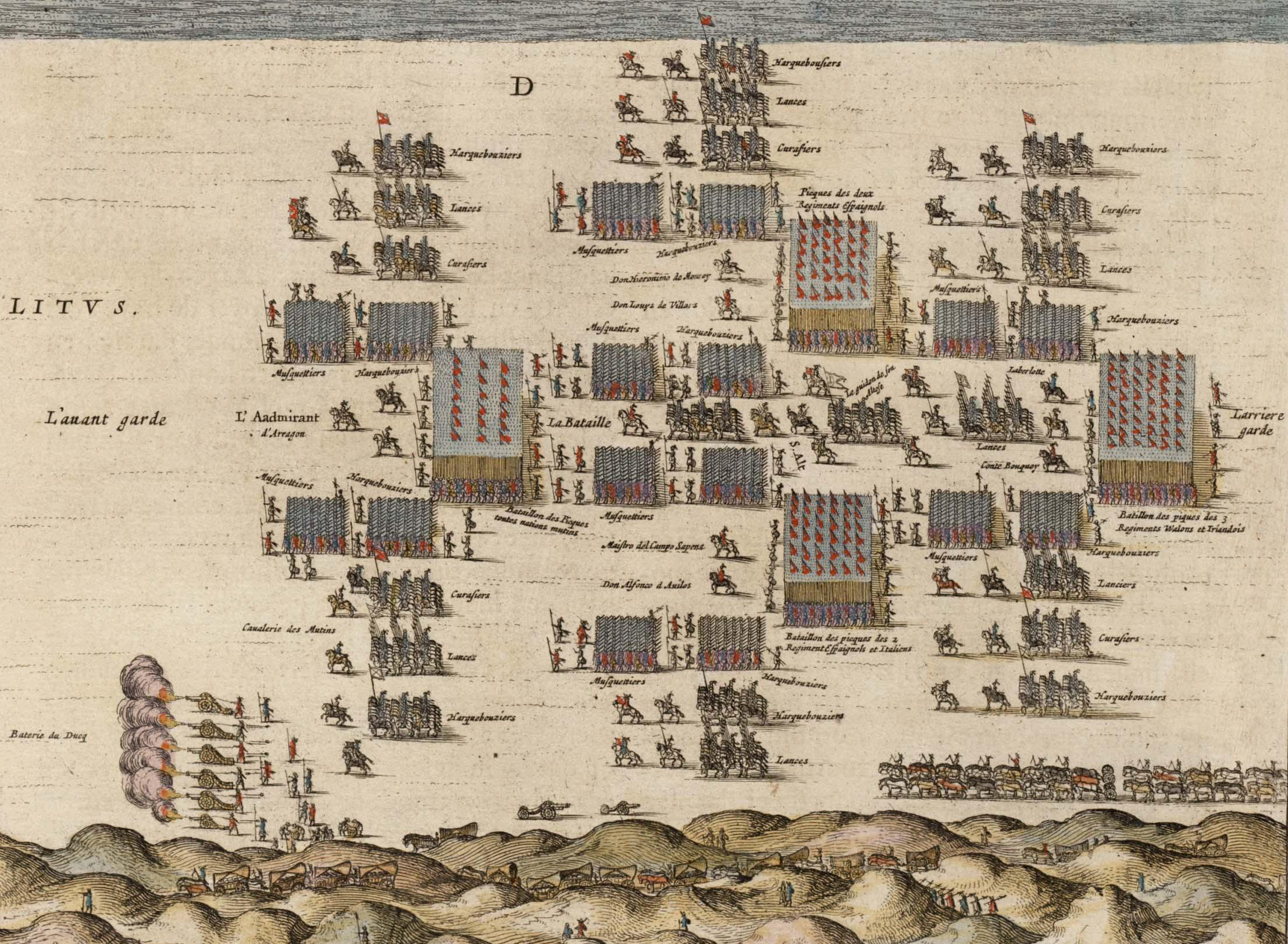
Exército de Flandres marchando para a Batalha de Nieuwpoort (1600).

Exército de Flandres (em castelhano:  Ejército de Flandes) foi um exército multinacional a serviço dos reis da Espanha que se instalaram nos Países Baixos durante os séculos XVI a XVIII. Foi notável por ser o exército permanente mais antigo do período, estando em serviço contínuo de 1567 até seu desmantelamento em 1706. Além de participar em várias batalhas da Revolta Holandesa (1567–1609) e da Guerra dos Trinta Anos (1618–1648), também empregou muitos conceitos militares em desenvolvimento, mais reminiscentes de unidades militares posteriores, desfrutando de regimentos permanentes (tercios), quartéis, hospitais militares e casas de repouso muito antes de serem adotados na maior parte da Europa. Sustentado a um custo enorme e a distâncias significativas da Espanha, o Exército de Flandres também se tornou infame por motins sucessivos e por sua atividade disciplinada fora do campo de batalha, incluindo o Saque de Antuérpia em 1576.